# Тековські Німці
Тековське Нємце (словац. Tekovské Nemce) — село в окрузі Комарно Нітранського краю Словаччини. Площа села 28,5 км². Станом на 31 грудня 2015 року в селі проживало 1068 жителів.

## Історія
Перші згадки про село датуються 1275 роком.

## Населення
| Рік:            | 1994. | 2004. | 2014.   | 2024.   |
| --------------- | ----- | ----- | ------- | ------- |
| Кількість осіб: | 1067  | 1067  | 1071    | 1029    |
| Різниця:        |       | +0 %  | +0,37 % | -3,92 % |

| Рік:            | 2023. | 2024.   |
| --------------- | ----- | ------- |
| Кількість осіб: | 1039  | 1029    |
| Різниця:        |       | -0,96 % |